# 林肯公園 (科羅拉多州)
林肯公園（英語：Lincoln Park）是位於美國科羅拉多州弗里蒙特縣的一個人口普查指定地區。

## 地理
林肯公園的座標為38°25′36″N 105°12′56″W / 38.42667°N 105.21556°W，而該地最高點為海拔高度1641米（即5384英尺）。

## 人口
根據2010年美國人口普查的數據，林肯公園的面積為9.70平方千米，均為陸地。當地共有人口3546人，而人口密度為每平方千米365人。